# Thad Cochran
William Thad Cochran (Pontotoc, 7 de dezembro de 1937 - Oxford, 30 de maio de 2019) foi um advogado e político estadunidense.

## Biografia
Filho de um diretor da escola e uma professora de matemática, destacou-se no ensino médio como orador da turma, líder de escoteiros e membro do 4-H Club, clube que reunia os atletas de futebol, basquete, beisebol e tênis.
Na Universidade do Mississippi, Cochran formou-se em Direito. Através de uma bolsa rotária, especializou-se em direito internacional no Trinity College, em Dublin.
Após formado, começou a trabalhar num escritório de direito e depois de três anos, tornou-se sócio de seus patrões.
Em 1972, elegeu-se congressista e em 1978, elegeu-se senador.
No dia 1 de abril de 2018, Thad anunciou sua renuncia após 39 anos no mesmo cargo de senador pelo estado do Mississippi, graças a um problemas de saúde.
Em 30 de maio de 2019, morreu, aos 81 anos de idade.